# Fraccionamiento Cosmópolis Octavo Sector
Fraccionamiento Cosmópolis Octavo Sector är en ort i Mexiko.   Den ligger i kommunen Ciudad Apodaca och delstaten Nuevo León, i den centrala delen av landet, 700 km norr om huvudstaden Mexico City. Fraccionamiento Cosmópolis Octavo Sector ligger 453 meter över havet och antalet invånare är 2 996.
Terrängen runt Fraccionamiento Cosmópolis Octavo Sector är platt, och sluttar brant österut. Runt Fraccionamiento Cosmópolis Octavo Sector är det mycket tätbefolkat, med 3 757 invånare per kvadratkilometer. Närmaste större samhälle är Monterrey, 18,2 km söder om Fraccionamiento Cosmópolis Octavo Sector. Runt Fraccionamiento Cosmópolis Octavo Sector är det i huvudsak tätbebyggt.